# Srbeč
Srbeč település Csehországban, Rakovníki járásban. Srbeč Milý, Bdín, Pozdeň és Mšec településekkel határos. Lakosainak száma 311 fő (2024. január 1.).

## Népesség
A település lakosságának változását az alábbi diagram mutatja:
| Lakosok száma | 642  | 617  | 540  | 457  | 313  | 292  | 312  | 304  | 307  | 311  |
|               | 1869 | 1890 | 1921 | 1950 | 1980 | 2001 | 2017 | 2019 | 2022 | 2024 |